# جيمس مور (متسابق خماسي حديث)
جيمس مور (بالإنجليزية: James Moore) هو متسابق خماسي حديث أمريكي، ولد في 20 فبراير 1935 في إيري في الولايات المتحدة.

## وصلات خارجية
- جيمس مور على موقع أوليمبيديا (الإنجليزية)